# Леонид Грчев
Леонид Грчев (Скопље, ФНРЈ, 28. април 1951) македонски је академик и професор електро-техничких наука.

## Биографија
Леонид Грчев је 1978. дипломирао је на Електротехничком факултету Универзитета у Скопљу. Године 1982. завршио је постдипломске студије на Електротехничком факултету у Загребу, где је 1986. завршио и докторске студије и одбранио докторску тезу. За редовног члана Македонске академије наука и уметности изабран је 27. маја 2009. године.

## Научни допринос
Акад. Леонид Грчев је аутор (или коаутор) преко 200 научних радова у области електротехнике. 2013. године је изабран је за редовног члана IEEE (Институт инжењера електротехнике и електронике - ИЕЕЕ). За члана председништва МАНУ је изабран 2019. године. 